# Premi Magritte 2024
La cerimonia di premiazione della 13ª edizione dei Premi Magritte si è tenuta il 9 marzo 2024 al Théâtre National Wallonie-Bruxelles di Bruxelles.

## Vincitori e candidati
Vengono di seguito indicati in grassetto i vincitori. Ove ricorrente e disponibile, viene indicato il titolo in lingua italiana e quello in lingua originale tra parentesi.

### Miglior film
- L'amore secondo Dalva (Dalva), regia di Emmanuelle Nicot
  - Augure - Ritorno alle origini (Augure), regia di Baloji
  - Le Paradis, regia di Zeno Graton
  - La sindrome degli amori passati (Le Syndrome des amours passées), regia di Ann Sirot e Raphaël Balboni

### Miglior regista
- Emmanuelle Nicot - L'amore secondo Dalva (Dalva)
  - Baloji - Augure - Ritorno alle origini (Augure)
  - Zeno Graton - Le Paradis
  - Ann Sirot e Raphaël Balboni - La sindrome degli amori passati (Le Syndrome des amours passées)

### Miglior film straniero in coproduzione
- Vincent deve morire (Vincent doit mourir), regia di Stéphan Castang
  - Il caftano blu (Le Bleu du caftan), regia di Maryam Touzani
  - Manodopera (Interdit aux chiens et aux Italiens), regia di Alain Ughetto
  - Ritorno a Seoul (Retour à Séoul), regia di Davy Chou

### Migliore sceneggiatura originale o adattamento
- Emmanuelle Nicot - L'amore secondo Dalva (Dalva)
  - Baloji - Augure - Ritorno alle origini (Augure)
  - Zeno Graton - Le Paradis
  - Ann Sirot e Raphaël Balboni - La sindrome degli amori passati (Le Syndrome des amours passées)

### Miglior attore
- Arieh Worthalter - Il caso Goldman (Le Procès Goldman)
  - Bouli Lanners - Un coup de maître
  - Jérémie Renier - Ailleurs si j'y suis
  - Marc Zinga - Augure - Ritorno alle origini (Augure)

### Migliore attrice
- Lubna Azabal - Il caftano blu (Le Bleu du caftan)
  - Lucie Debay - La sindrome degli amori passati (Le Syndrome des amours passées)
  - Yolande Moreau - La Fiancée du poète
  - Mara Taquin - La Petite

### Miglior attore non protagonista
- Arieh Worthalter - Niente da perdere (Rien à perdre)
  - Philippe Résimont - L'Employée du mois
  - Jean-Benoît Ugeux - Last Dance
  - Peter Van Den Begin - L'Employée du mois

### Migliore attrice non protagonista
- Sandrine Blancke - L'amore secondo Dalva (Dalva)
- Yves-Marina Gnahoua - Augure - Ritorno alle origini (Augure)
  - Myriem Akheddiou  - 16 Ans
  - Lucie Debay - Augure - Ritorno alle origini (Augure)

### Migliore promessa maschile
- Lazare Gousseau - La sindrome degli amori passati (Le Syndrome des amours passées)
  - Amine Hamidou - Le Paradis
  - N'Landu Lubansu - Le Paradis
  - Yoann Zimmer - Ritorno a Seoul (Retour à Séoul)

### Migliore promessa femminile
- Zelda Samson - L'amore secondo Dalva (Dalva)
  - Laetitia Mampaka - L'Employée du mois
  - Bérangère McNeese - Ailleurs si j'y suis
  - Mara Taquin - La Bête dans la jungle

### Miglior fotografia
- Joachim Philippe - Augure - Ritorno alle origini (Augure)
  - Florian Berutti - L'Autre Laurens
  - Caroline Guimbal - L'amore secondo Dalva (Dalva)

### Miglior sonoro
- Fabrice Osinski, Valérie Le Docte, Aline Gavroy e Olivier Thys - L'amore secondo Dalva (Dalva) 
  - Jan Deca, Erik Griekspoor, Danny van Spreuwel e Vincent Nouaille - Augure - Ritorno alle origini (Augure)
  - Dirk Bombey, Emilie Mauguet, Xavier Thieulin e Bertrand Boudaud - Vincent deve morire (Vincent doit mourir)

### Migliore scenografia
- Eve Martin - Augure - Ritorno alle origini (Augure)
  - Catherine Cosme - L'amore secondo Dalva (Dalva)
  - Julien Dubourg - La sindrome degli amori passati (Le Syndrome des amours passées)

### Migliori costumi
- Elke Hoste e Baloji - Augure - Ritorno alle origini (Augure)
  - Frédérick Denis - La sindrome degli amori passati (Le Syndrome des amours passées)
  - Jessica Harkay - The Belgian Wave

### Migliore colonna sonora
- Baloji - Augure - Ritorno alle origini (Augure)
  - Stéphanie Blanchoud, Benjamin Biolay e Jean-François Assy - La Ligne - La linea invisibile (La Ligne)
  - Thomas Turine - L'Autre Laurens

### Miglior montaggio
- Sophie Vercruysse e Raphaël Balboni - La sindrome degli amori passati (Le Syndrome des amours passées)
  - Bertrand Conard - Tengo sueños eléctricos
  - Bruno Tracq e Bertrand Conard - Augure - Ritorno alle origini (Augure)

### Miglior cortometraggio di animazione
- Pina di Giuseppe Accardo e Jérémy Depuydt
  - Les marrons glacés, di Delphine Hermans e Michel Vandam
  - Va-t'en, Alfred!, di Célia Tisserant e Arnaud Demuynck
  - Voyage en amnésie, di Anouk Kilian-Debord

### Miglior opera prima
- L'amore secondo Dalva (Dalva), regia di Emmanuelle Nicot
  - Augure - Ritorno alle origini (Augure), regia di Baloji
  - Le Paradis, regia di Zeno Graton
  - Temps mort, regia di Ève Duchemin

### Premio onorario
- Aurore Clément